# Manos libres
Habitualmente se conoce como manos libres o kit manos libres a aquel dispositivo o conjunto de dispositivos que se utilizan para poder hablar por teléfono sin necesidad de usar las manos ni sostener los aparatos junto a la cabeza.
Podemos distinguir dos tipos diferentes de kit manos libres: Aquellos que requieren instalación y los que no.
Los primeros suelen ser más pequeños, su alimentación se realiza a partir de la batería del coche, y van conectados a los altavoces del vehículo de forma que el sonido sale por los altavoces del vehículo, por ello la calidad de sonido suele ser mejor. La instalación suelen hacerla negocios/instaladores profesionales.
Por el contrario, los manos libres sin instalación son pequeños dispositivos independientes, que integran el sistema de control y los altavoces, pueden llevar una batería que es necesario recargar con cierta frecuencia o ir conectados a la toma de mechero del vehículo. Estos no necesitan ser instalados por un especialista.

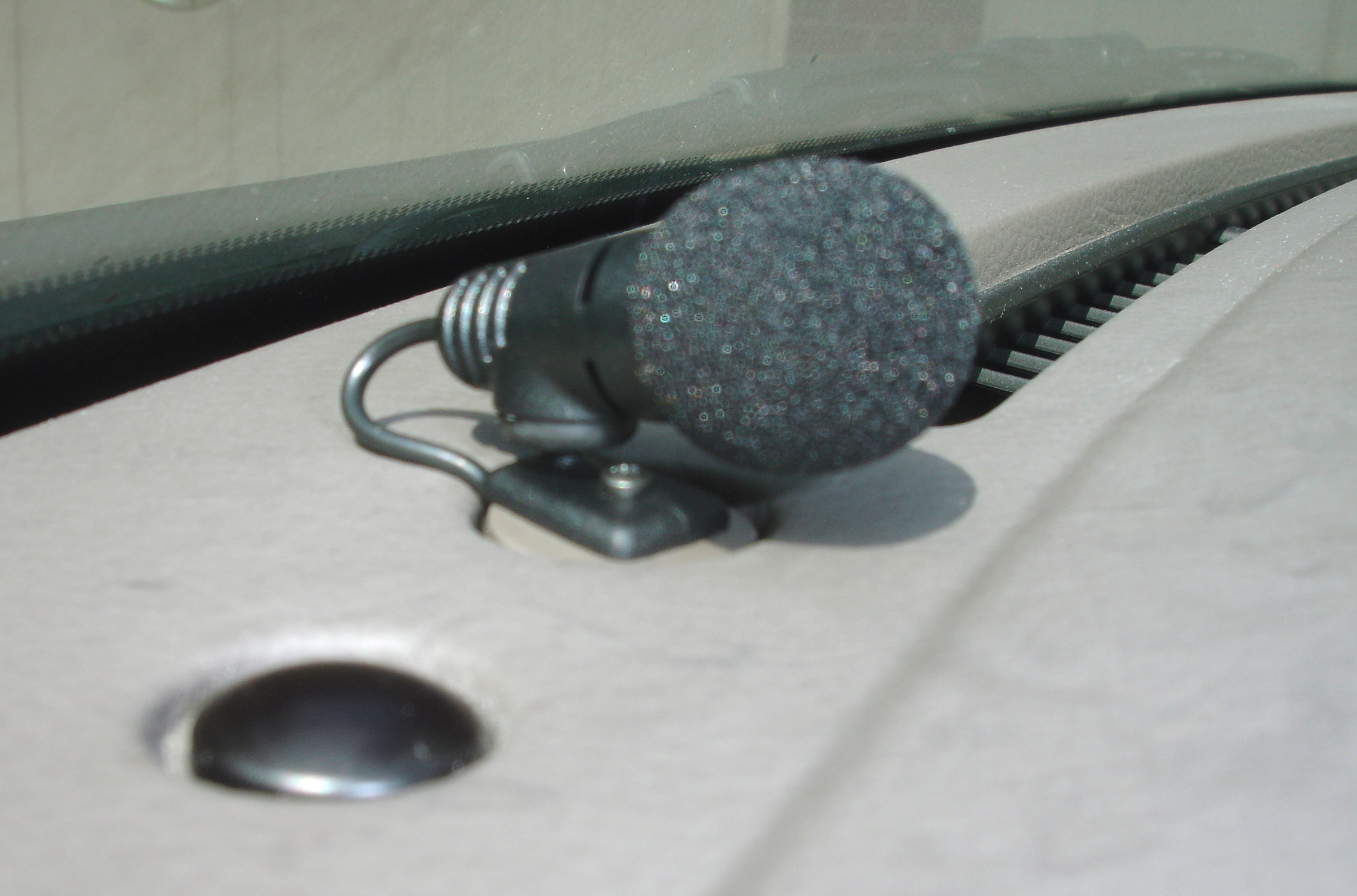
Micrófono de un dispositivo manos libres con instalación.

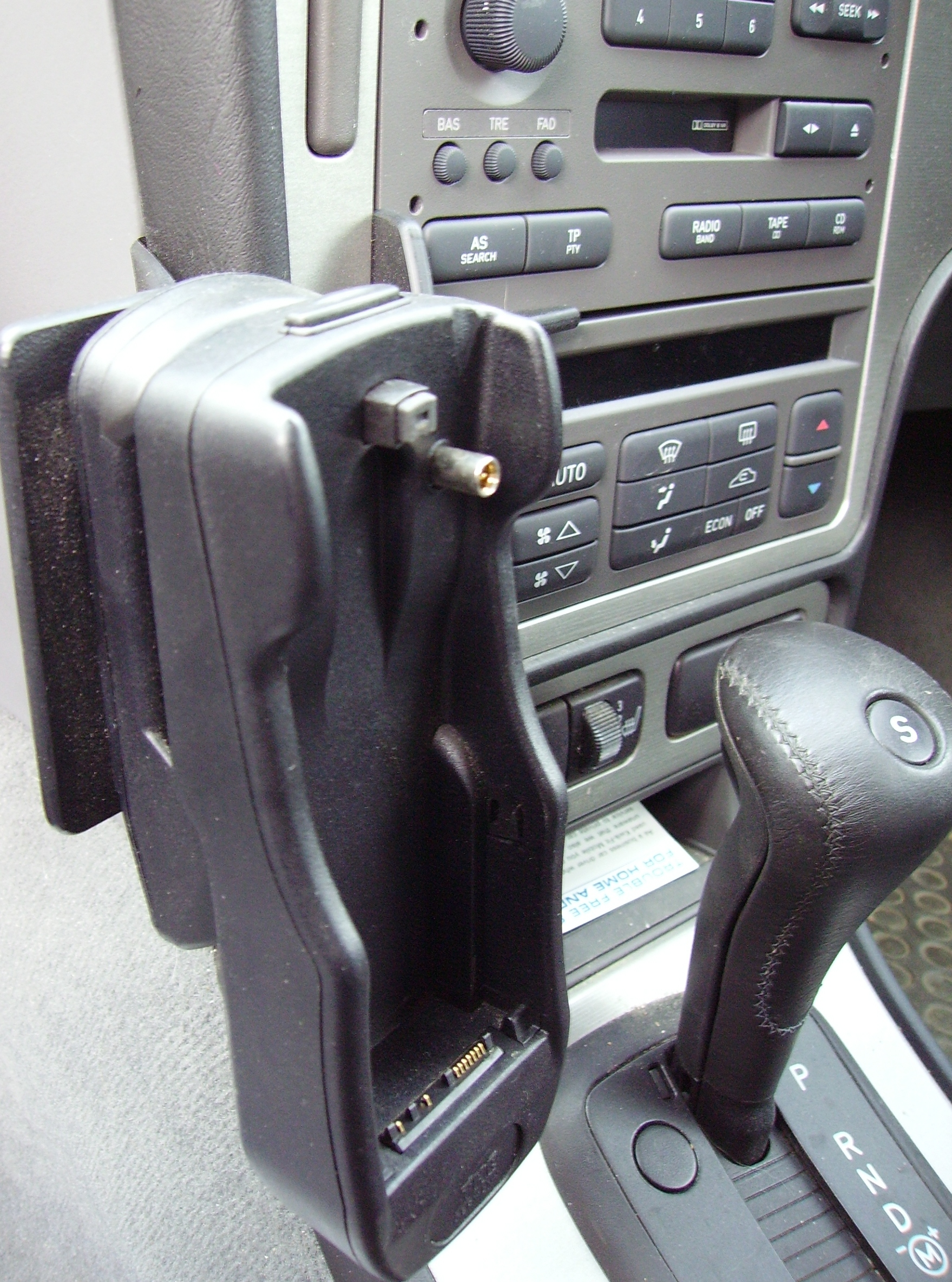
Dock para colocación del teléfono de un dispositov manos libres con instalación.

En general, los sistemas de manos libres suelen conectarse con el teléfono móvil a través de la tecnología inalámbrica Bluetooth. Los manos libres permanentes (con instalación) pueden también estar dotados de una bahía (dock) o soporte para colocar el teléfono, conectar con él mediante cableado y servir de estación de carga para el mismo.
Los principales fabricantes de telefónos móviles (Nokia, Sony Ericsson, Motorola, Samsung, etc) tiene sus propios sistemas de manos libres modelos tanto «con instalación» como «sin instalación». Los principales fabricantes de equipos de audio (Alpine, Kenwood, Pioneer, etc) suelen integrar sistemas manos libres bluetooth en sus equipos de audio. Así mismo hay fabricantes dedicados principalmente a la fabricación de estos dispositivos, como Parrot. Además la mayor parte de vehículos del mercado disponen como opción o se venden ya con dispositivos manos libres integrados en los equipos de audio de los mismos.

## Galería

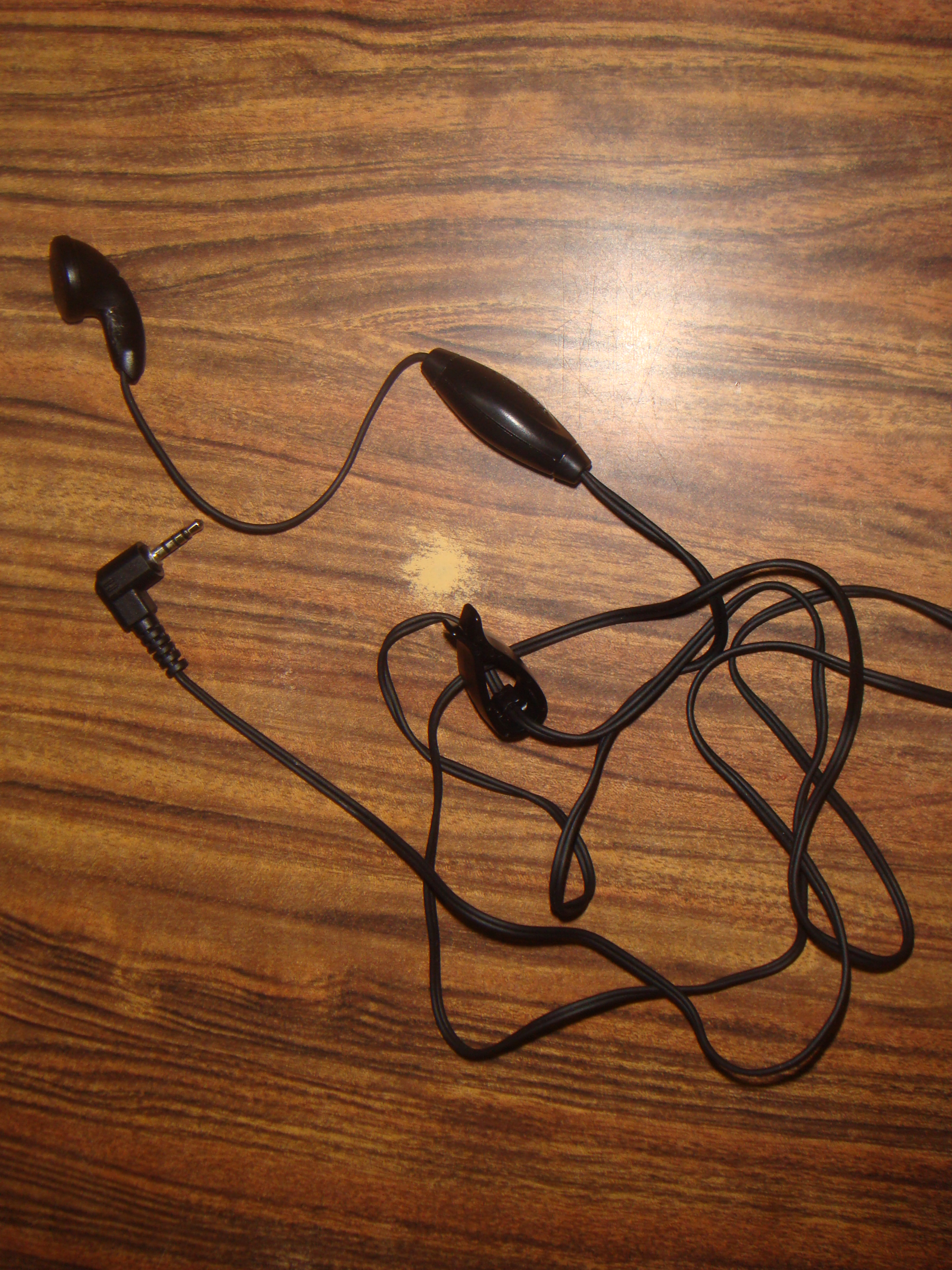
Manos libres tipo auricular para dispositivos Nokia.
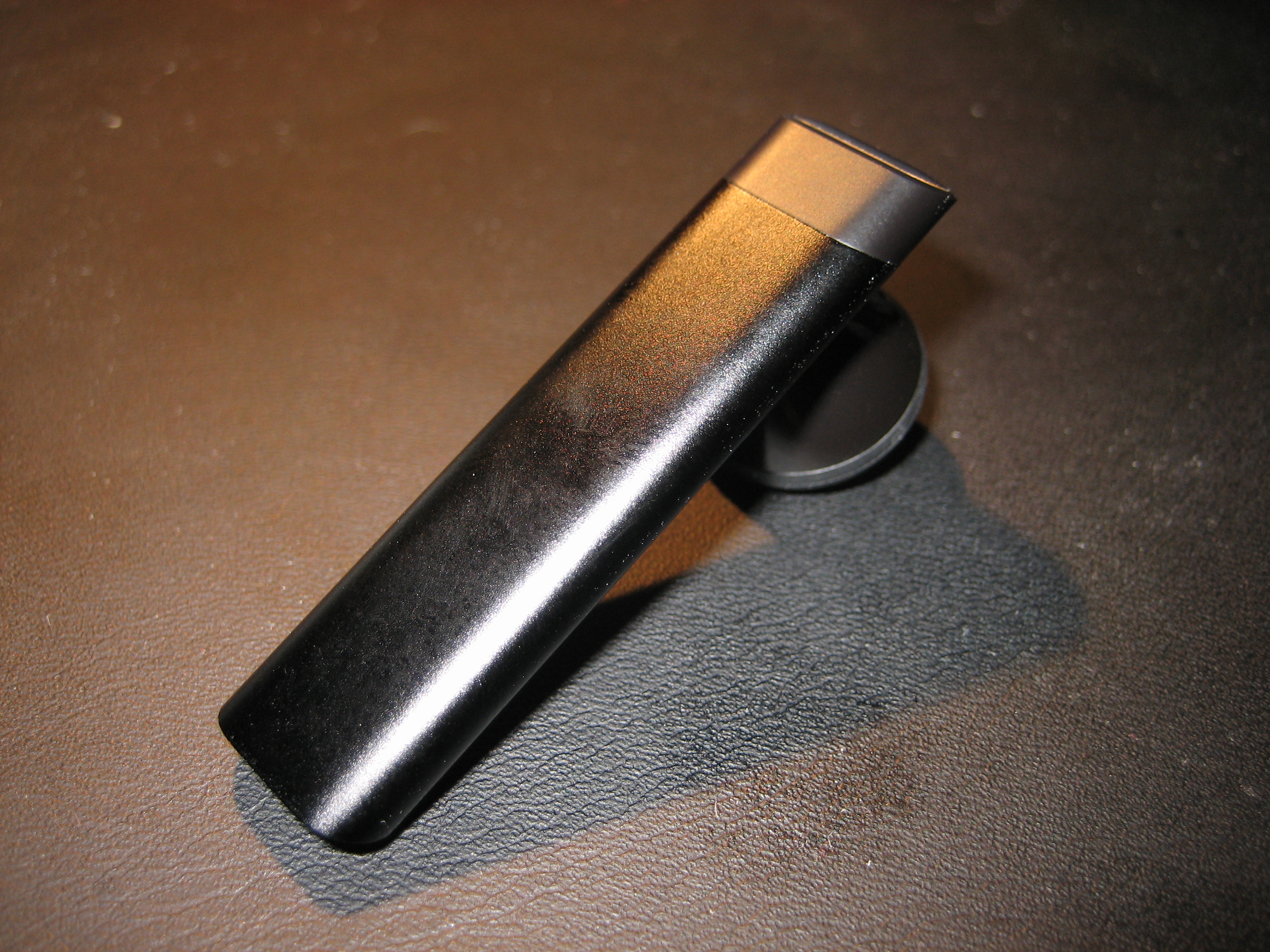
Manos libres Bluetooth de Apple.
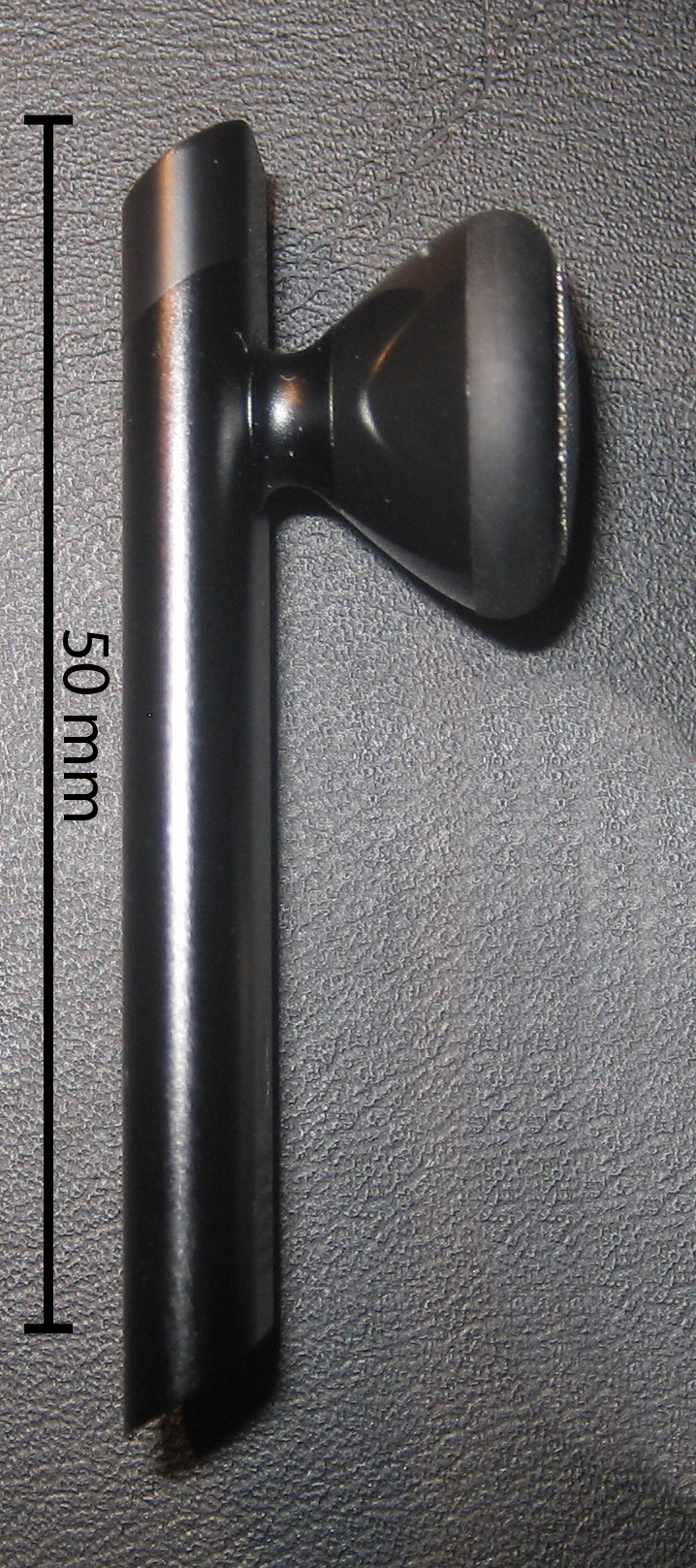
Manos libres Bluetooth de Apple.